# Taperamyia pickeli
Taperamyia pickeli är en tvåvingeart som beskrevs av Townsend 1935. Taperamyia pickeli ingår i släktet Taperamyia och familjen parasitflugor. Inga underarter finns listade i Catalogue of Life.